# Dena (prénom)
Pour les articles homonymes, voir Dena.
Dena est un prénom féminin.

## Sens et origine du prénom
- Prénom féminin d'origine nord-amérindienne et d'origine iranienne[1].
- Prénom qui signifie « vallée ».

## Prénom de personnes célèbres et fréquence
- Prénom peu usité aux États-Unis[2].
- Prénom très rare en France qui été donné 9 fois au XXe siècle : à chaque fois quatre fois, chacune de ces quatre années : 1964, 1988, 1997 et 1999[3].